# Fryderyk VI Oldenburg
Fryderyk VI (ur. 28 stycznia 1768 w Kopenhadze, zm. 3 grudnia 1839 tamże) – król Danii w latach 1808–1839 i Norwegii w latach 1808–1814, książę Saksonii-Lauenburga w latach 1814–1839.

## Życiorys
Fryderyk był jedynym synem króla duńskiego Chrystiana VII. Kiedy książę miał cztery lata, jego matka Karolina Matylda została aresztowana i musiała opuścić Danię, oskarżona o spisek przeciw królowi (jej domniemany kochanek, będący ojcem jej córki, hrabia Johann Friedrich Struensee, został ścięty). Zmarła w 1775 i już nigdy nie zobaczyła dzieci. Fryderyk i jego siostra Luiza Augusta wychowywani byli na dworze królowej Juliany Marii brunszwickiej, żony króla Danii Fryderyka V (1723-1766).

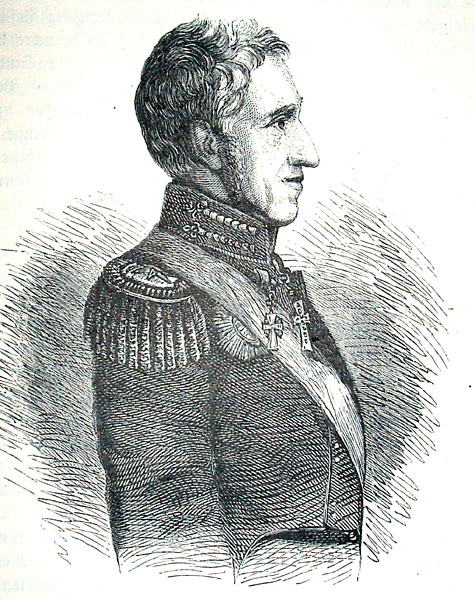
Król Fryderyk VI

Do czasu osiągnięcia przez Fryderyka pełnoletniości faktyczne rządy w imieniu króla Chrystiana VII sprawował Ove Høegh-Guldberg, który prowadził politykę neutralności i finansowej prosperity. 14 kwietnia 1784 premier Guldberg został odsunięty ze stanowiska. Fryderyk pojawił się na posiedzeniu tajnej rady i odczytał rozporządzenie przywracające stan rzeczy sprzed rządów hrabiego Struensee, to znaczy rządy osobiste monarchy. Stał się rzeczywistym przywódcą państwa. Podobnie jak poprzednicy, rządził w imieniu ojca, który cierpiał na zaburzenia psychiczne (schizofrenia) i nie był w stanie sprawować władzy.
Najważniejszym dokonaniem Fryderyka VI w polityce wewnętrznej było zniesienie poddaństwa chłopów i nadanie im ziemi w wieczystą dzierżawę. Dla wielu duńskich historyków moment ten wyznacza początek historii nowoczesnego narodu duńskiego. W polityce zagranicznej zerwał z polityką neutralności Danii w okresie wojen napoleońskich. Zawarł sojusz ze Szwecją, Rosją i Prusami, mający na celu przełamanie angielskiej blokady i umożliwienie handlu z Francją. Doprowadził do konfliktu z Wielką Brytanią, zakończonego w 1801 bitwą morską pod Kopenhagą. Do kolejnego konfliktu doszło w 1807, kiedy to po odrzuceniu przez księcia ultimatum Brytyjczycy zagarnęli duńską flotę. Na mocy traktatu kilońskiego musiał przekazać Szwecji całość obszarów Norwegii.

## Odznaczenia
- Order Słonia (z urodzenia)
- Order Danebroga (z urodzenia)
- Order Chrystiana VII (1774)[1]
- Krzyż Wielki Orderu Świętego Stefana (Węgry)[2]

## Małżeństwo i rodzina
31 lipca 1790 w zamku Gottorp w Szlezwiku poślubił Marię Zofię z Hesji-Kassel (1767–1852). Para miała ośmioro dzieci, z których przeżyła tylko dwójka:
- Chrystiana (1791)
- Marię Ludwikę (1792–1793)
- Karolinę (1793–1881)
- Ludwikę (1795)
- Chrystiana (1797)
- Julianę Ludwikę (1802)
- Fryderykę Marię (1805)
- Wilhelminę (1808–1891).

Jego następcą został Chrystian VIII Oldenburg, wnuk Fryderyka V

## Genealogia
| Prapradziadkowie                                         | król Danii i Norwegii Fryderyk IV Oldenburg (1671–1730) ∞1695 Ludwika Meklemburska (1667–1721)          | Krystian Henryk Hohenzollern (1661–1708) ∞1687 Zofia Krystyna Wolfstein (1667–1737)                     | król Wielkiej Brytanii Jerzy I Hanowerski (1660–1727) ∞1682 Zofia Dorota z Celle (1666–1726)            | król Wielkiej Brytanii Jerzy I Hanowerski (1660–1727) ∞1682 Zofia Dorota z Celle (1666–1726)            | Jan Fryderyk Hohenzollern (1654–1686) ∞1681 Eleonore Erdmuthe Wettyn (1662–1696)                        | Jan Fryderyk Hohenzollern (1654–1686) ∞1681 Eleonore Erdmuthe Wettyn (1662–1696)                        | Fryderyk I Sachsen-Gotha-Altenburg (1646–1691) ∞1669 Magdalena Sibylla Sachsen-Weißenfels (1648–1681)   | Karol Anhalt-Zerbst (1652–1718) ∞1676 Zofia Sachsen-Weißenfels (1654–1724)                              |
| Pradziadkowie                                            | król Danii i Norwegii Chrystian VI Oldenburg (1699–1746) ∞1721 Zofia Magdalena Hohenzollern (1700–1770) | król Danii i Norwegii Chrystian VI Oldenburg (1699–1746) ∞1721 Zofia Magdalena Hohenzollern (1700–1770) | król Wielkiej Brytanii Jerzy II Hanowerski (1683–1760) ∞1705 Karolina Hohenzollern (1683–1737)          | król Wielkiej Brytanii Jerzy II Hanowerski (1683–1760) ∞1705 Karolina Hohenzollern (1683–1737)          | król Wielkiej Brytanii Jerzy II Hanowerski (1683–1760) ∞1705 Karolina Hohenzollern (1683–1737)          | król Wielkiej Brytanii Jerzy II Hanowerski (1683–1760) ∞1705 Karolina Hohenzollern (1683–1737)          | Fryderyk II Sachsen-Gotha-Altenburg (1676–1732) ∞1696 Magdalena Augusta Anhalt-Zerbst (1679–1740)       | Fryderyk II Sachsen-Gotha-Altenburg (1676–1732) ∞1696 Magdalena Augusta Anhalt-Zerbst (1679–1740)       |
| Dziadkowie                                               | król Danii i Norwegii Fryderyk V Oldenburg (1723–1766) ∞1743 Ludwika Hanowerska (1724–1751)             | król Danii i Norwegii Fryderyk V Oldenburg (1723–1766) ∞1743 Ludwika Hanowerska (1724–1751)             | król Danii i Norwegii Fryderyk V Oldenburg (1723–1766) ∞1743 Ludwika Hanowerska (1724–1751)             | król Danii i Norwegii Fryderyk V Oldenburg (1723–1766) ∞1743 Ludwika Hanowerska (1724–1751)             | Fryderyk Ludwik Hanowerski (1707–1751) ∞1736 Augusta z Saksonii-Gothy (1719–1772)                       | Fryderyk Ludwik Hanowerski (1707–1751) ∞1736 Augusta z Saksonii-Gothy (1719–1772)                       | Fryderyk Ludwik Hanowerski (1707–1751) ∞1736 Augusta z Saksonii-Gothy (1719–1772)                       | Fryderyk Ludwik Hanowerski (1707–1751) ∞1736 Augusta z Saksonii-Gothy (1719–1772)                       |
| Rodzice                                                  | król Danii i Norwegii Chrystian VII Oldenburg (1749–1808) ∞1766 Karolina Matylda Hanowerska (1751–1775) | król Danii i Norwegii Chrystian VII Oldenburg (1749–1808) ∞1766 Karolina Matylda Hanowerska (1751–1775) | król Danii i Norwegii Chrystian VII Oldenburg (1749–1808) ∞1766 Karolina Matylda Hanowerska (1751–1775) | król Danii i Norwegii Chrystian VII Oldenburg (1749–1808) ∞1766 Karolina Matylda Hanowerska (1751–1775) | król Danii i Norwegii Chrystian VII Oldenburg (1749–1808) ∞1766 Karolina Matylda Hanowerska (1751–1775) | król Danii i Norwegii Chrystian VII Oldenburg (1749–1808) ∞1766 Karolina Matylda Hanowerska (1751–1775) | król Danii i Norwegii Chrystian VII Oldenburg (1749–1808) ∞1766 Karolina Matylda Hanowerska (1751–1775) | król Danii i Norwegii Chrystian VII Oldenburg (1749–1808) ∞1766 Karolina Matylda Hanowerska (1751–1775) |
| Fryderyk VI Oldenburg (1768–1839), król Danii i Norwegii | | | | | | | | |